# Летнее наступление (1920)
Летнее наступление (тур. Yunan Yaz Taarruzu) — наступление в июне—августе 1920 года греческой армии при поддержке британских войск и флота с целью закрепления власти османского правительства над южным регионом Мраморного моря и севером Эгейского региона, оказавшихся под контролем движения Мустафы Кемаля. Греческие и британские войска поддерживались османскими войсками, которые стремились сокрушить силы Кемаля.
Существенным фактором, вызвавшим привлечение греческой армии для проведения операции, был тот факт, что после того как немногочисленные англо-французские силы фактически утратили здесь контроль, регион стал ареной террора кемалистских чет против местного населения. Особенности их террора заключались в проведении резни не только против христианского (греческого и армянского) населения, но и против мусульманских меньшинств (черкесов, абхазов, лазов), а также против части собственно турецкого населения, остававшегося лояльным османскому правительству.
Под предлогом подавления начавшейся в Западной Анатолии «смуты», которую легитимное на тот момент султанское правительство, находившееся в Константинополе, не было в состоянии подавить, британское правительство предложило Греции предпринять операцию с «полицейскими» целями, которая фактически приводила к обеспечению занятого Британией района проливов. Греки получили задание очистить от войск националистов районы, прилегающие с юга к Дарданеллам и к Мраморному морю. Этим маневром британское правительство надеялось принудить националистов подчиниться султанскому правительству, с которым Антанта вела переговоры. Для греков общая стратегическая цель этих операций заключалась в обеспечении стратегической глубины обороны Смирны.

Греко-турецкая война 1919-22 гг.

С одобрения союзников 22 июня 1920 года греки начали наступление и пересекли «линию Милна», демаркационную линию между Грецией и Турцией, проложенную в Париже. Греческая армия к этому времени насчитывала 92 182 солдата и 3 443 офицера, а кемалистская — 60 000 солдат, готовых к войне.
1-й армейский корпус продвигался на восток, в район Филадельфии, а Смирнский армейский корпус двигался на север для создания линии Акхисар—Сома—Панормос (Бандырма). Одновременно производились совместные с британцами десантные операции на побережье Мраморного моря под прикрытием английского флота. 23 июня отрядом 13-й дивизии и 1-го кавалерийского полка был взят город Салихли. Части Смирнского армейского корпуса заняли город Сома, а части Первого армейского корпуса — Филадельфию (Алашехир). 25 июня греческая кавалерийская бригада, преследуя турецкие войска, отступавшие к Бурсе, после атаки Архипелагской дивизии входит в город.
В это же время британский военно-морской десант попытался захватить Муданью, но упорное турецкое сопротивление привело к потерям среди войск и вынудило их отступить. Только 6 июля, после того как британский флот из 12 кораблей в течение трёх часов обстреливал город, войска высадились и взяли под свой контроль Муданью. В других случаях сопротивление турецких националистов было ограниченным, поскольку в Западной Анатолии у них было мало войск, одна 61-я дивизия, и они были плохо оснащены. 

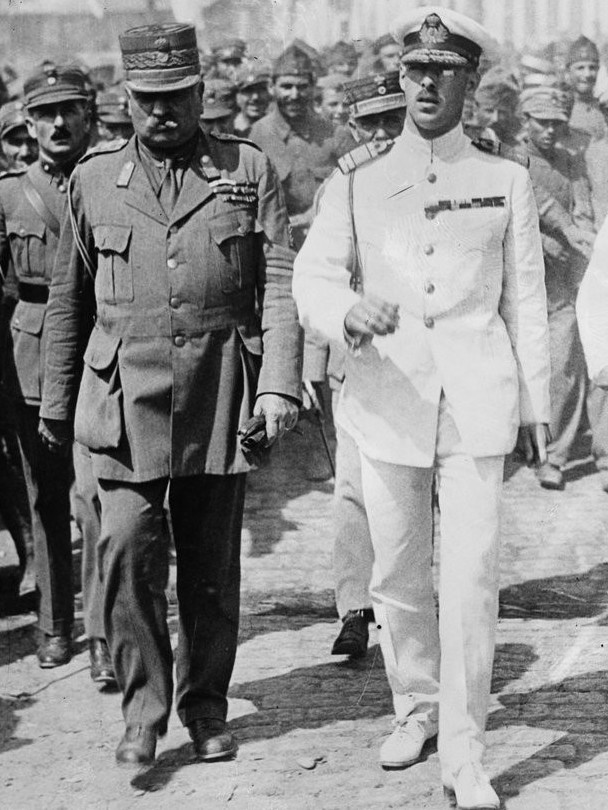
Король Греции Александр I (справа) и командующий Леонидас Параскевопулос в Панормосе

29 июня Архипелагская дивизия и кавалерийская бригада под командованием главнокомандующего Леонидаса Параскевопулоса атаковали и заняли укреплённые пункты Кересун в Соме и Кемер в Айвали. 30 июня был занят Балыкесир. 1 июля греческий десант, перевезённый транспортными судами и сопровождаемый греческими линкорами, высаживается в Панормосе (Бандырма) и без сопротивления занимает его. Король Александр, прибывший с войсками, был восторженно встречен местным греческим населением.
10 августа 1920 года Антантой был заключён с султанской Турцией Севрский договор, по существу уничтожавший суверенитет Турции. Султанское правительство соглашалось передать Греции управление районом Смирны. Судьба этого города должна была окончательно решиться через пять лет посредством плебисцита. Греция получала также Фракию до Чаталджи, Галлиполийский полуостров и юридически на международном уровне закрепляла за собой острова Имброс и Тенедос, освобождённые греческим флотом в Первую Балканскую войну (1912). Правительство Мустафы Кемаля объявило султанское правительство предателем родины и свергнутым, а Турцию находящейся в состоянии войны с Грецией.
28 августа 1-й армейский корпус занимает город Ушак. 3 сентября 13-я дивизия захватывает Симав и Гедиз. С выходом на линию Бурса—Гедиз—Ушак заканчивается первый период операций греческой армии в Малой Азии. Греческая армия продвинулась примерно на 201 км (125 миль).